# Mapiri
Mapiri es una localidad y municipio de Bolivia, ubicado en la provincia de Larecaja al norte del departamento de La Paz. El municipio cuenta con una población de 13.891 habitantes (según el Censo INE 2012). Se encuentra a una altitud promedio de 600 m s. n. m., se encuentra a 314 km de distancia de la ciudad de La Paz, sede de gobierno de Bolivia. Su clima es cálido húmedo, con una temperatura que oscila entre los 20 y los 30 °C.
El municipio posee una extensión superficial de 1.484 km² y una densidad de población de 9,36 hab/km² (habitante por kilómetro cuadrado).

## Historia
En el siglo XIX, a lo largo del río Mapiri, la savia de los árboles de caucho se utilizó ampliamente para la producción de caucho, en lo que se conoció como la Fiebre del caucho. En Mapiri, junto a Guanay, existían las sociedades gomeras de “Gunther y Berg”, “Benedicto Goitia”, “Andrés Pérez”, entre otros.
El año 2014, Mapiri fue la población donde se jugaron los juegos Estudiantiles Plurinacionales de Evo Morales Ayma.

## Límites
Limita al norte con las provincias de Bautista Saavedra y Franz Tamayo, al este con el municipio de Guanay, al sur con el municipio de Sorata y al oeste con Tacacoma.

## Demografía
De acuerdo con el censo boliviano de 2024, la población del municipio de Mapiri es de 21 805 habitantes.
La población del municipio aumentó más del doble entre 1992 y 2024, mientras que la población de la localidad homónima ha aumentado en aproximadamente una quinta parte entre 1992 y 2012:
| Año  | Habitantes (municipio) | Habitantes (localidad) | Fuente |
| ---- | ---------------------- | ---------------------- | ------ |
| 1992 | 9 227                  | 2 388                  | Censo  |
| 2001 | 9 633                  | 2 561                  | Censo  |
| 2012 | 13 891                 | 3 446                  | Censo  |
| 2024 | 21 805                 |                        | Censo  |

## Transporte
Mapiri se encuentra a 328 kilómetros por carretera al norte de La Paz, capital del departamento homónimo.
Desde La Paz, la ruta nacional parcialmente pavimentada Ruta 3 recorre 160 kilómetros hacia el noreste vía Cotapata hasta Caranavi, de donde se bifurca la Ruta 26 sin pavimentar, que llega a Guanay después de 70 kilómetros y continúa por Mapiri hasta llegar a Apolo. El camino entre Guanay y Mapiri solo es transitable en la estación seca de mayo a septiembre con un tiempo de conducción de 3-4 horas. Hacia el suroeste, Mapiri tiene un enlace por camino de terracería con Santa Rosa de Mapiri, a 17 kilómetros, que lo lleva a la localidad de Sorata, a 11 horas.
Actualmente se encuentran tres sindicatos de taxis para viajar a Mapiri, los cuales son Trans Mapiri, Sindicato 20 de Octubre y Trans 8 de Mayo. Este último hace viajes desde las 16:00 de la tarde con destino a la población de Mapiri desde La Paz. Tanto vagonetas como taxis salen cuando están llenos cada hora desde las 08:00-18:00 de Mapiri. Otra manera de llegar a Mapiri es por viajes por trasbordo de La Paz a Caranavi y de Caranavi a Guanay, desde Guanay se toma un taxi o vagoneta que lleve con destino a Mapiri.

## Recursos minerales
Mapiri se caracteriza por ser una región minera. La extracción minera aurífera es una de las actividades principales que actualmente se mantiene como una de las actividades económicas más importantes dentro el municipio. Las principales áreas de explotación son por cooperativas y particulares que están localizadas en los ríos, principalmente a lo largo del río Mapiri donde el trabajo consiste en la recuperación del oro fino.